# One Shot (film, 2021)
Pour les articles homonymes, voir One shot.
Pour plus de détails, voir Fiche technique et Distribution.
One Shot est un film britannique réalisé par James Nunn et sorti en 2021. Il présente la particularité d'être présenté en un seul plan-séquence.

## Synopsis
Une équipe de SEALs est en mission secrète. Ils sont chargés d'exfiltrer un prisonnier d'une prison de la CIA située sur une île. C'est alors que des rebelles voulant eux aussi ce prisonnier les attaquent.

## Fiche technique
Sauf indication contraire, les informations mentionnées dans cette section peuvent être confirmées par la base de données cinématographiques IMDb,  présente dans la section « Liens externes ».
- Titre original : One Shot
- Réalisation : James Nunn
- Scénario : Jamie Russell , d'après une histoire de James Nunn
- Musique : Austin Wintory
- Direction artistique : Mike McLoughlin
- Décors : Elizabeth El-Kadhi
- Costumes : Louisa Thomas
- Photographie : Jonathan Iles
- Montage : Liviu Jipescu
- Production : Marc Goldberg, Ben Jacques,

Producteurs délégués : Tamara Birkemoe, Sarah Gabriel, Peter Hampden, David Haring, Conor McAdam, Norman Merry, David Nagelberg, Seth Needle, Roman Viaris-de-Lesegno, Gareth Williams
- Sociétés de production : Signature Films ; en association avec Amet Entertainment, Blue Box International, Fiction Films et Lipsync Productions
- Sociétés de distribution : Signature Entertainment (Royaume-Uni), Originals Factory (France)[2]
- Budget : n/a
- Pays de production :  Royaume-Uni
- Langue originale : anglais
- Format : couleur
- Genre : action, thriller
- Durée : 97 minutes
- Dates de sortie[3] :
  - États-Unis : 5 novembre 2021 (vidéo à la demande)
  - France : 6 janvier 2022 (vidéo à la demande)
- Classification :
  - France : Interdit aux moins de 12 ans

## Distribution
- Scott Adkins (VF : Fabien Jacquelin) : Jake Harris
- Ashley Greene (VF : Edwige Lemoine) : Zoe Anderson
- Ryan Phillippe (VF : Sylvain Agaësse) : Jack Yorke
- Emmanuel Imani (VF : Jonathan Amram) : Brandon Whitaker
- Dino Kelly (VF : Jean-Yves Lemoine) : Danny Dietler
- Jack Parr (VF : Arnaud Stéphan) : Lewis Ash
- Waleed Elgadi (VF : Bernard Gabay) : Amin Mansur
- Terence Maynard (VF : Rody Benghezala) : Tom Shields
- Jess Liaudin (VF : Tanguy Daniel) : Hakim Charef
- Andrei Maniata (VF : Ludovic Plestan) : Adamat
- Lee Charles (VF : Éric Lichou) : Dhelkor
Version française
  - Studio de doublage : AGM Factory
  - Direction artistique : Ethel Houbiers
  - Adaptation : Emma Chesnais

## Production

### Tournage
Le tournage a lieu entre mars et avril 2021. Il se déroule en Angleterre, sur l'ancienne base militaire RAF Bentwaters dans le Suffolk.

## Accueil
Le film reçoit des critiques mitigées. Sur l'agrégateur américain Rotten Tomatoes, il récolte 67% d'opinions favorables pour 15 critiques et une note moyenne de 5,80⁄10. Sur Metacritic, il obtient une note moyenne de 40⁄100 pour 4 critiques.